# Grenze zwischen Serbien und Ungarn

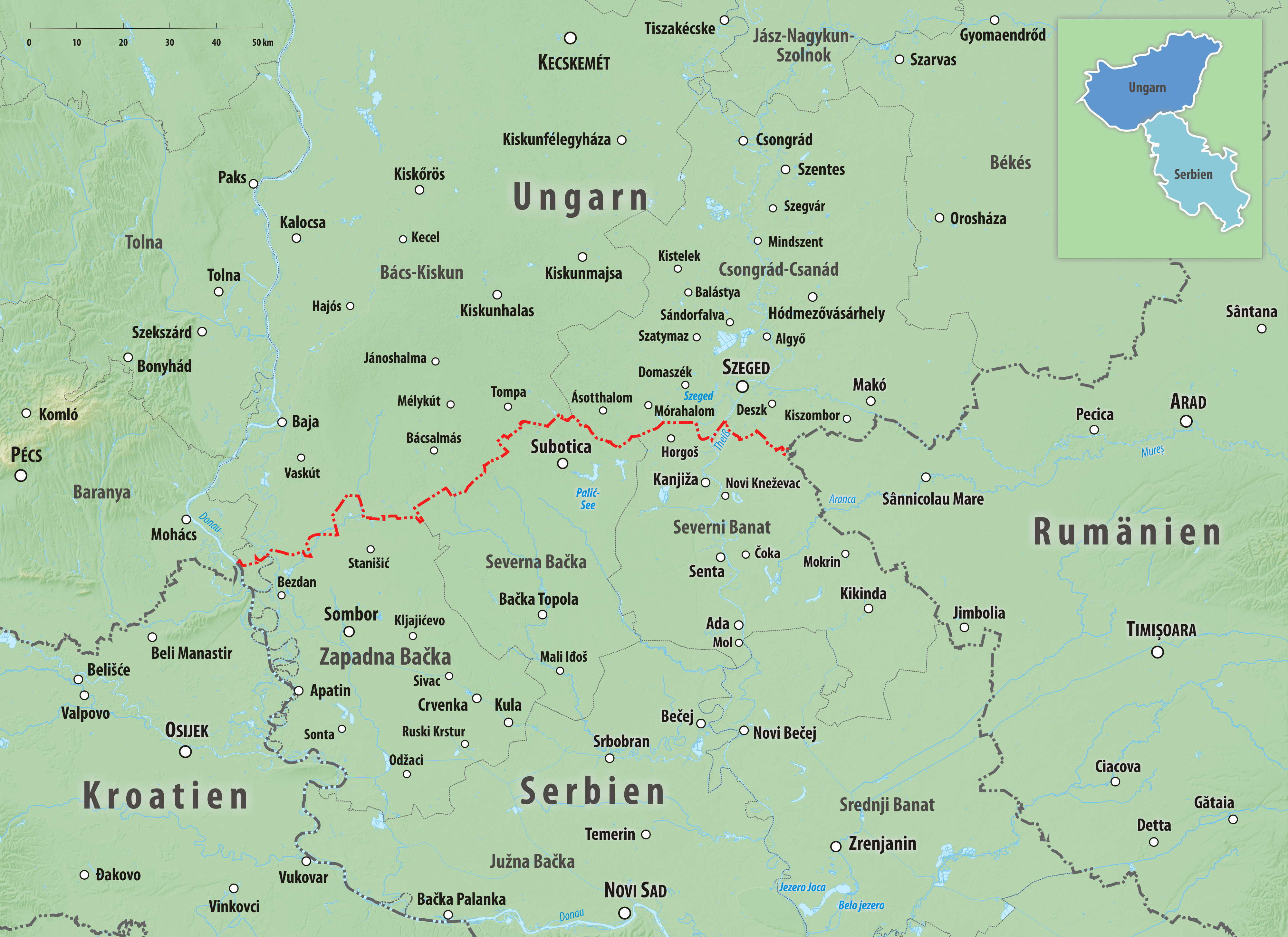
Grenzverlauf zwischen Serbien und Ungarn

Die Grenze zwischen der Republik Serbien und der Republik Ungarn ist eine 151 km lange Fluss- und Landgrenze in Südosteuropa. Das Grenzgebiet befindet sich in der Pannonischen Tiefebene.
Die Grenze spielte als EU-Außengrenze (Ungarn) eine wichtige Rolle in der Flüchtlingskrise in Europa ab 2015, da diese auf der Balkanroute lag. Seit dem 9. März 2016 werden an der Grenze keine visumpflichtigen Personen ohne Visum aus Serbien eingelassen (ebenso nicht nach Slowenien und Kroatien).

## Geschichte
Die Grenze besteht seit 2006, nachdem sich Serbien von der Sozialistischen Föderativen Republik Jugoslawien separiert hat.
Ungarn hat Mitte Juli 2022 im Amtsblatt mitgeteilt, den Grenzzaun um 1 Meter erhöhen zu wollen. 
Orban hatte zuvor oft einen erhöhten Migrationsdruck und eine steigende Zahl illegaler Grenzgänger an der Südgrenze des Landes, betont.

## Verlauf
Die Grenze verläuft grob von West nach Ost. Die Theiß trennt die Länder auf einer wenige Kilometer langen Strecke. Auch hier sowie auf Nebenarmen kam es zu illegalen Grenzüberschreitungen von Migranten mit Todesfällen.

## Gemeinden an der Staatsgrenze (von West nach Ost)

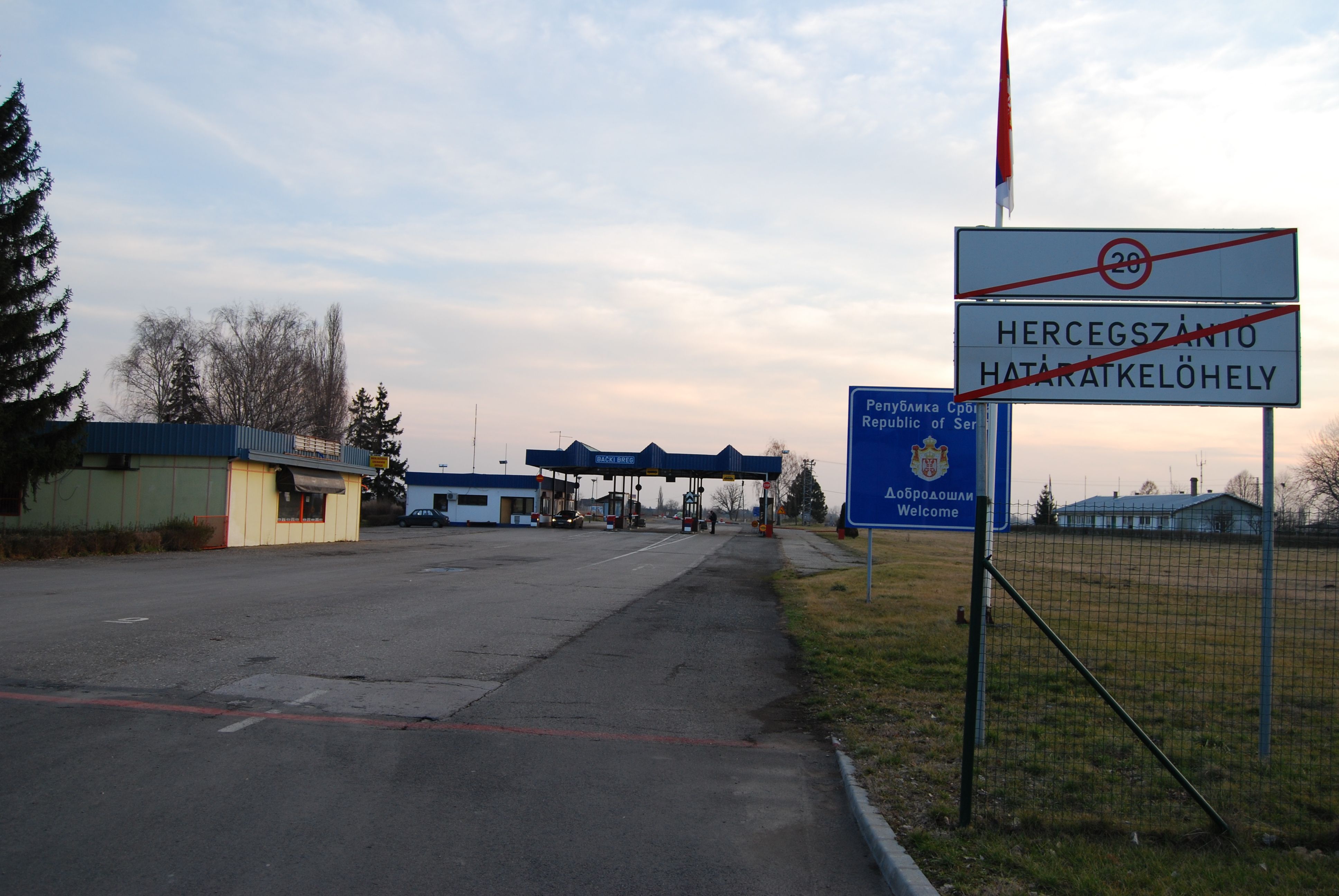
Grenzübergang bei Bački Breg

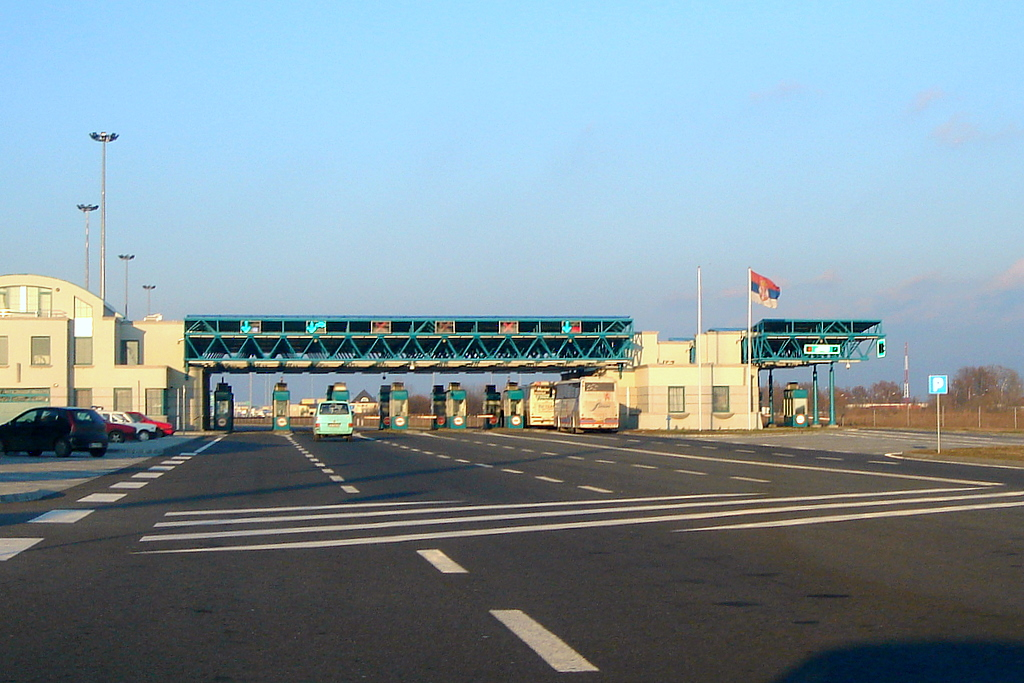
Grenzübergang bei Horgoš

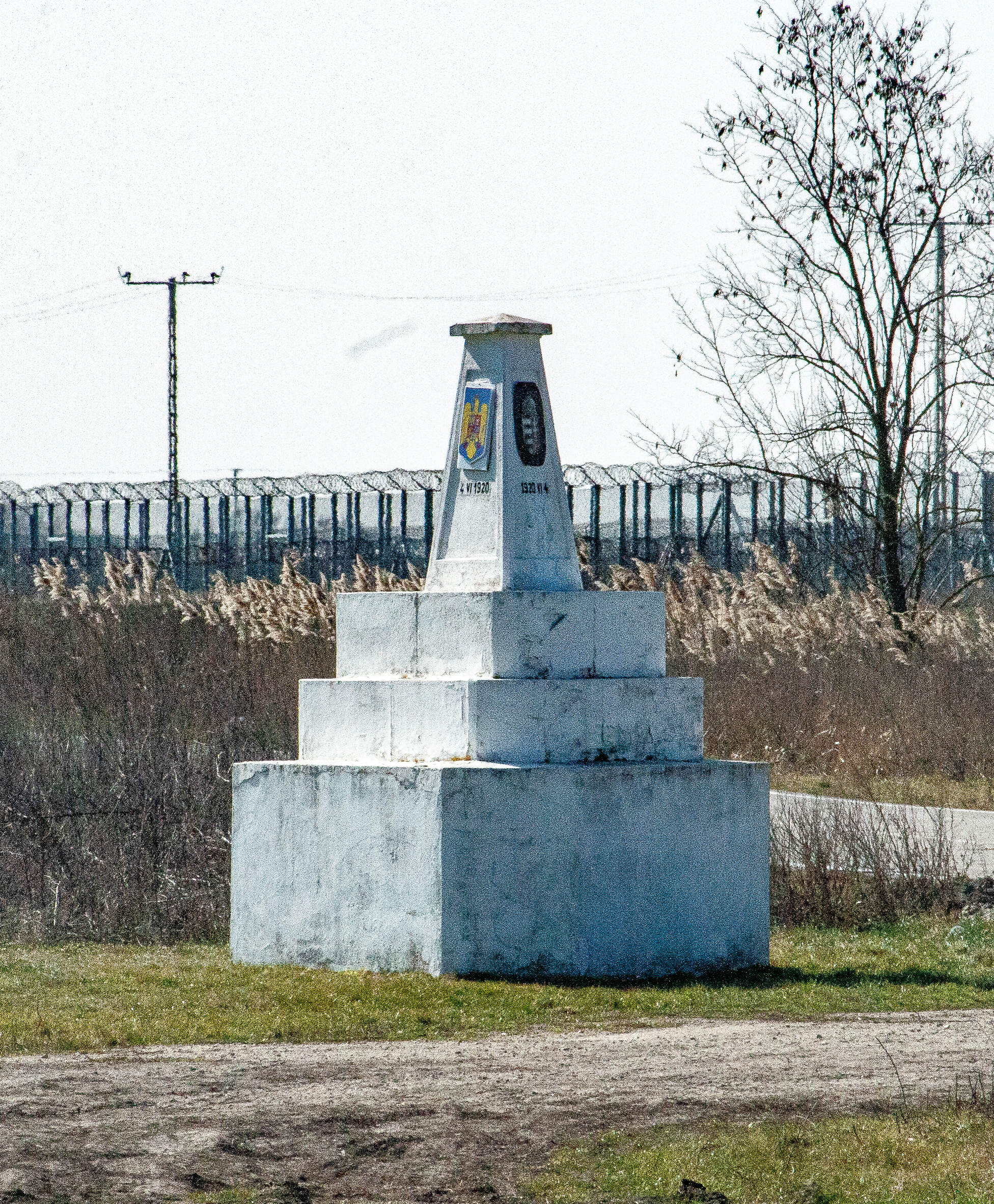
Dreiländereck Rumänien-Serbien-Ungarn

| SERBIEN                 | SERBIEN       | SERBIEN          |                                       | Ungarn       | Ungarn                    | Ungarn  |
| Okrug Verwaltungsbezirk | Gemeinde      | Grenz- übertritt | Grenz- übertritt                      | Gemeinde     | Komitat Verwaltungsbezirk |         |
| ----------------------- | ------------- | ---------------- | ------------------------------------- | ------------ | ------------------------- | ------- |
| Kroatien                |               |                  |                                       |              |                           |         |
| Zapadna Bačka           | Sombor        |                  | P a n o n i s c h e T i e f e b e n e |              | Kölked                    | Baranya |
| Zapadna Bačka           | Sombor        | Homorúd          | P a n o n i s c h e T i e f e b e n e |              |                           | Baranya |
| Zapadna Bačka           | Sombor        |                  | P a n o n i s c h e T i e f e b e n e | Hercegszántó | Bács-Kiskun               |         |
| Zapadna Bačka           | Sombor        | Dávod            | P a n o n i s c h e T i e f e b e n e |              | Bács-Kiskun               |         |
| Zapadna Bačka           | Sombor        | Bácsszentgyörgy  | P a n o n i s c h e T i e f e b e n e |              | Bács-Kiskun               |         |
| Zapadna Bačka           | Sombor        | Gara             | P a n o n i s c h e T i e f e b e n e |              | Bács-Kiskun               |         |
| Zapadna Bačka           | Sombor        | Bácsborsód       | P a n o n i s c h e T i e f e b e n e |              | Bács-Kiskun               |         |
| Zapadna Bačka           | Sombor        | Katymár          | P a n o n i s c h e T i e f e b e n e |              | Bács-Kiskun               |         |
| Severna Bačka           | Subotica      |                  | P a n o n i s c h e T i e f e b e n e |              | Bács-Kiskun               |         |
| Severna Bačka           | Subotica      | Madaras          | P a n o n i s c h e T i e f e b e n e |              | Bács-Kiskun               |         |
| Severna Bačka           | Subotica      | Kunbaja          | P a n o n i s c h e T i e f e b e n e |              | Bács-Kiskun               |         |
| Severna Bačka           | Subotica      | Csikéria         | P a n o n i s c h e T i e f e b e n e |              | Bács-Kiskun               |         |
| Severna Bačka           | Subotica      | Tompa            | P a n o n i s c h e T i e f e b e n e |              | Bács-Kiskun               |         |
| Severna Bačka           | Subotica      | Kelebia          | P a n o n i s c h e T i e f e b e n e |              | Bács-Kiskun               |         |
| Severna Bačka           | Subotica      |                  | P a n o n i s c h e T i e f e b e n e | Ásotthalom   | Csongrád-Csanád           |         |
| Severni Banat           | Kanjiža       |                  | P a n o n i s c h e T i e f e b e n e | Ásotthalom   | Csongrád-Csanád           |         |
| Severni Banat           | Kanjiža       | Mórahalom        | P a n o n i s c h e T i e f e b e n e |              | Csongrád-Csanád           |         |
| Severni Banat           | Kanjiža       | Röszke           | P a n o n i s c h e T i e f e b e n e |              | Csongrád-Csanád           |         |
| Severni Banat           | Kanjiža       | Szeged           | P a n o n i s c h e T i e f e b e n e |              | Csongrád-Csanád           |         |
| Severni Banat           | Novi Kneževac |                  | P a n o n i s c h e T i e f e b e n e |              | Csongrád-Csanád           |         |
| Severni Banat           | Tiszasziget   |                  | P a n o n i s c h e T i e f e b e n e |              | Csongrád-Csanád           |         |
| Severni Banat           | Újszentiván   |                  | P a n o n i s c h e T i e f e b e n e |              | Csongrád-Csanád           |         |
| Severni Banat           | Szeged        |                  | P a n o n i s c h e T i e f e b e n e |              | Csongrád-Csanád           |         |
| Rumänien                |               |                  |                                       |              |                           |         |

## Befestigung
Im Zuge der Flüchtlingskrise ab 2015 wurde auf ungarischer Seite ein Grenzzaun errichtet, der vom Militär bewacht wird. Dieser befindet sich zwischen Triplex Confinum nahe Kübekháza und nahe Hercegszántó.